# Mattstetten
Mattstetten est une commune suisse du canton de Berne, située dans l'arrondissement administratif de Berne-Mittelland.

## Toponymie
La plus ancienne occurrence du toponyme, Mahtstetten, date de 1201. Il connaît par la suite plusieurs variations : Mattstetin (1231) et Matstetten (1257). Le préfixe Matt- correspond probablement à Matte (prairie), tandis que le suffixe -stetten désigne un lieu ou un endroit en vieux haut allemand.
Mattstetten signifie donc le lieu où se trouve une prairie.

## Héraldique
De gueules, deux têtes adossées et alésées de cygne d'argent au bec d'or (trad.).
Les armoiries ont été redécouvertes et adoptées le 13 avril 1935 par l'Assemblée communale (Gemeindeversammlung). Elles correspondent à celles des chevaliers de Mattstetten, dont la lignée s'est éteinte à la fin du Moyen Âge.

## Géographie
Mattstetten se trouve à 10 km à vol d'oiseau au nord-nord-est de la ville de Berne, sur le Plateau suisse, à 516 m d'altitude.
Le territoire de la commune s'étend sur 3,8 km2 dans la vallée de l'Urtenen (un affluent de l'Emme), entre les contreforts du plateau de Rapperswil à l'ouest et la colline du Bantiger au sud-ouest. La partie nord est bordée à l'est par la ligne de chemin de fer CFF et l'autoroute et au nord par la colline de Mattenbühl  (529 m). Elle se poursuit au sud par une étroite bande de terres sur les anciens marécages (Moos), puis dans les collines boisées de Rodüberg (639 m) et Mattstettenberg (662 m) pour se terminer sur la crête du Grauholz (740 m., théâtre de la Bataille de Grauholz), qui constitue le point culminant de Mattstetten.
En 2018, la commune comptait 50 % de surfaces agricoles, 33,9 % de surfaces boisées, 15,1 % de surfaces d'habitat et d'infrastructures et 1,1 % de surfaces improductives
Le nouveau quartier de Grossacher, à l'ouest d'Urtenen, fait également partie du territoire communal, de même que le portail nord du tunnel ferroviaire de Grauholz.
Les communes limitrophes sont Jegenstorf, Hindelbank, Bäriswil, Krauchthal, Bolligen et Urtenen-Schönbühl.

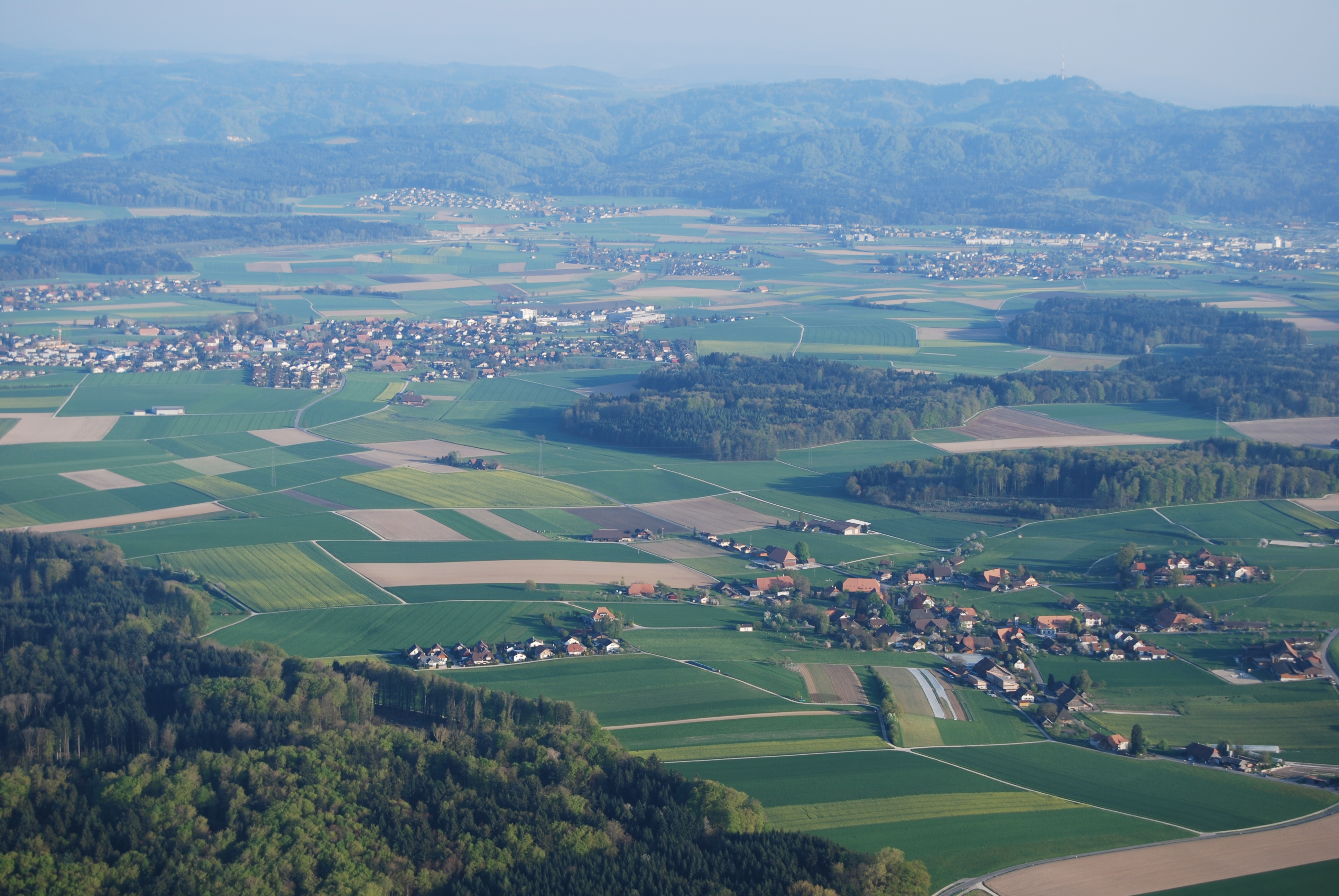
Vue aérienne des environs de Mattstetten. Mattstetten est au centre de l'arrière-plan.

## Démographie
Mattstetten compte 580 habitants (état le 31 décembre 2020), ce qui la classe parmi les communes peu peuplées du canton de Berne. La population a crû de plus de 60 % depuis 1960.
En 2018, la commune recensait 3 % d'étrangers.
En 2000, 97,1 % de la population indiquait l'allemand comme langue principale, 0,7 % le français et 0,5 % le néerlandais.
En 2018, 1,0 % des résidents bénéficiaient de l'aide sociale.

## Politique
Mattstetten est gouvernée par une Assemblée communale (Gemeindeversammlung) et un Conseil communal (Gemeinderat) de 5 membres.
Lors de l'élection de 2019 au Conseil national, l'UDC a obtenu 39,8 % des voix, le PS 10,5 %, le PBD 9 %, les Verts 12,2 %, le PLR 8,7 %, les Vert'libéraux 5,7 %, le PEV 4,9 %, le PDC 4,5 % et l'UDF 1,6. %.

## Économie
Jusque dans la seconde moitié du XXe siècle, Mattstetten était un village largement agricole. Aujourd'hui (état le 31 décembre 2017) la commune compte 191 emplois : 12,6 % de la population active travaille encore dans le secteur primaire (cultures, production laitière et sylviculture), 17,8 % des actifs travaillent dans le secteur secondaire, notamment pour une gravière et depuis 2017, un grand transformateur de viande, tandis que le secteur tertiaire (services) rassemble 69,6 % de la main-d’œuvre.
Mattstetten compte dix exploitations agricoles et des entreprises dans le domaine de l'informatique, de la carrosserie et des transports et une entreprise de couverture de toiture.
Ces dernières décennies, le village est devenu une commune résidentielle. De nombreux résidents actifs sont des pendulaires qui travaillent principalement dans l'agglomération de Berne.

## Transports
Même si aucune route de transit ne traverse le village, Mattstetten est bien relié au système de transports. L'accès principal se fait par Urtenen-Schönbühl. La sortie la plus proche des autoroutes A1 (Berne-Zurich) et A6 (Berne-Bienne) se trouve à environ 3 km du centre du village.
La ligne de bus 38 relie la gare RBS d'Urtenen-Schönbühl à Mattstetten toutes les demi-heures.

## Histoire
Depuis le Moyen Âge, Mattstetten forme une petite seigneurie sous la suzeraineté des comtes de Kybourg. Jusqu'en 1426, les seigneurs de Mattstetten exercent la basse justice sur les lieux. Les vestiges d'un donjon médiéval (Heidenstock) qui leur a appartenu sont encore visibles aujourd'hui.
Par la suite, Mattstetten passe entre plusieurs mains. À partir de 1406, le village est sous la suzeraineté de Berne et sous la haute juridiction de Zollikofen. Après la chute de l'Ancien Régime (1798), Mattstetten dépend du district de Zollikofen pendant la République helvétique, puis du bailliage de Fraubrunnen à partir de 1803 (date de l'Acte de Médiation), lequel devient un district administratif avec la nouvelle constitution de 1831.
Mattstetten a fréquemment souffert des inondations de l'Urtenen jusqu'à son abaissement (1780, 1855 et 1917), puis sa canalisation (1944 à 1946). Le village n'a pas d'église et fait partie de la paroisse de Jegenstorf. De nouveaux quartiers (Schulhausbitz, Neumatt, Breite) ont vu le jour en bordure du village depuis 1965.

## Patrimoine

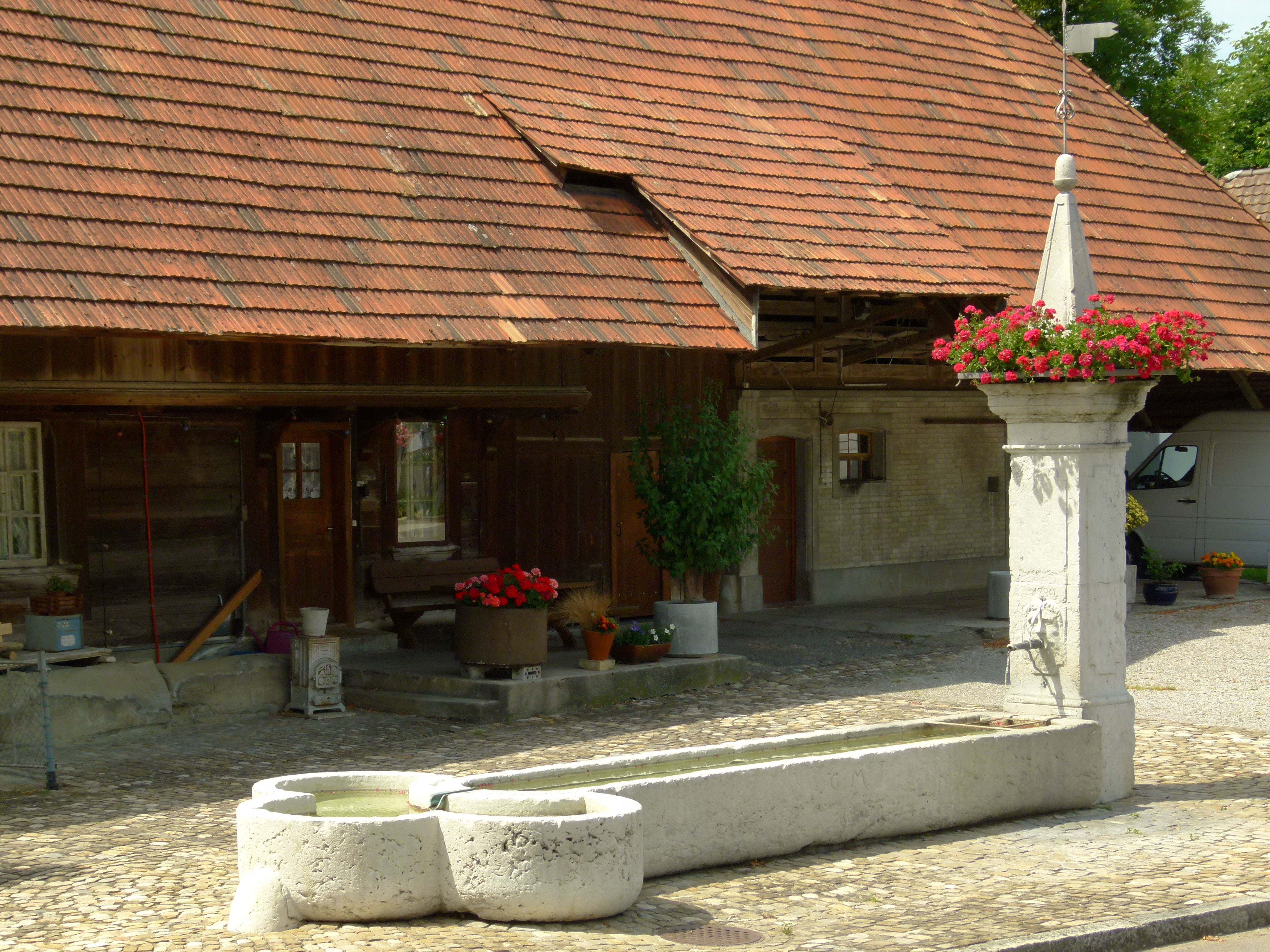
Fontaine du village de Mattstetten

Comptant des fermes des XVIIIe et XIXe siècles caractéristiques du style bernois, Mattstetten constitue un lieu d'importance régionale.
La place du village comporte une fontaine en calcaire surmontée d'un obélisque datant de 1780.
Voir également la Liste des constructions présentant un intérêt historique ou architectural à Mattstetten (de).